# ダンプフヌーデル

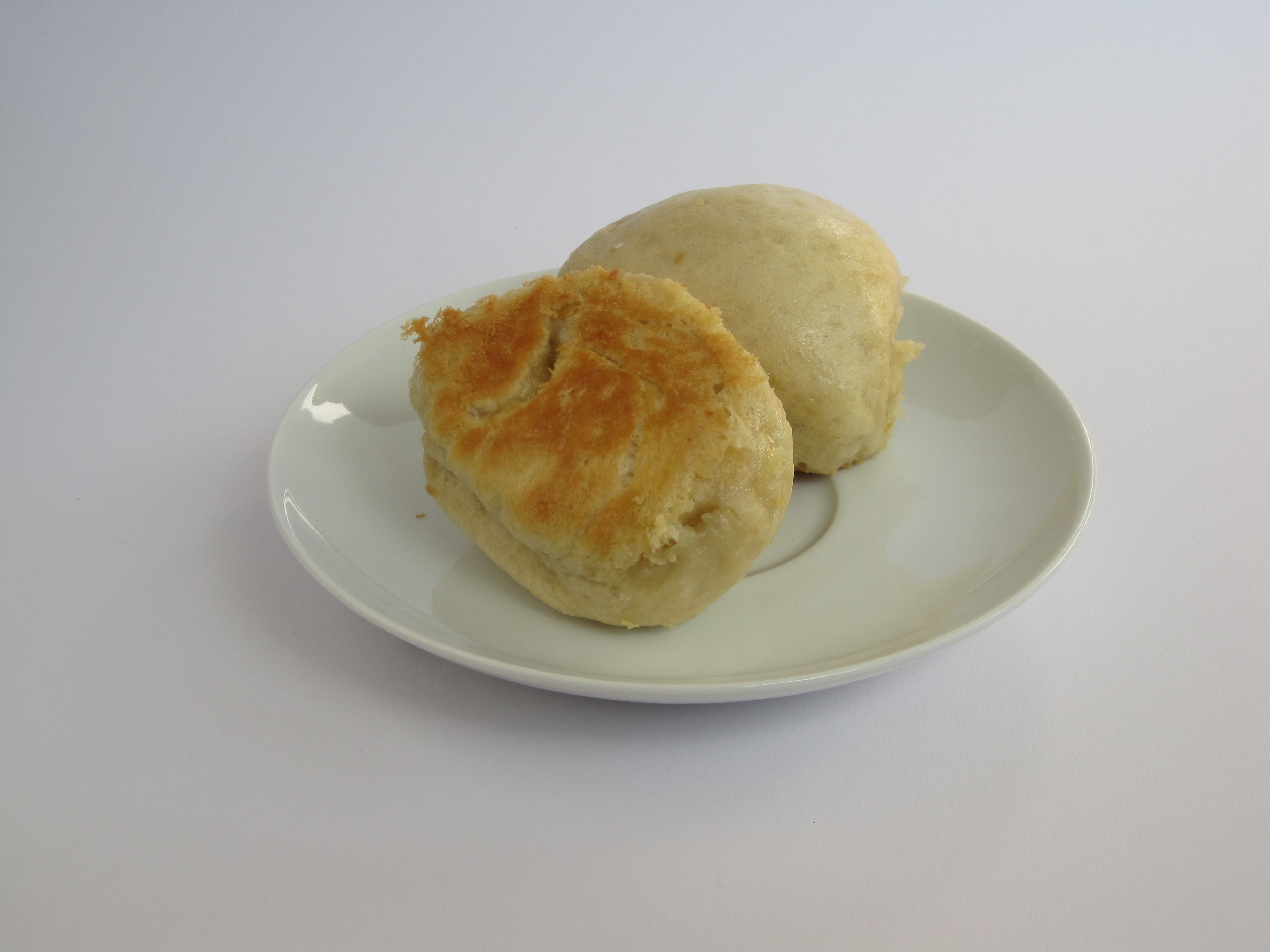
ダンプフヌーデル（バニラソースなし）

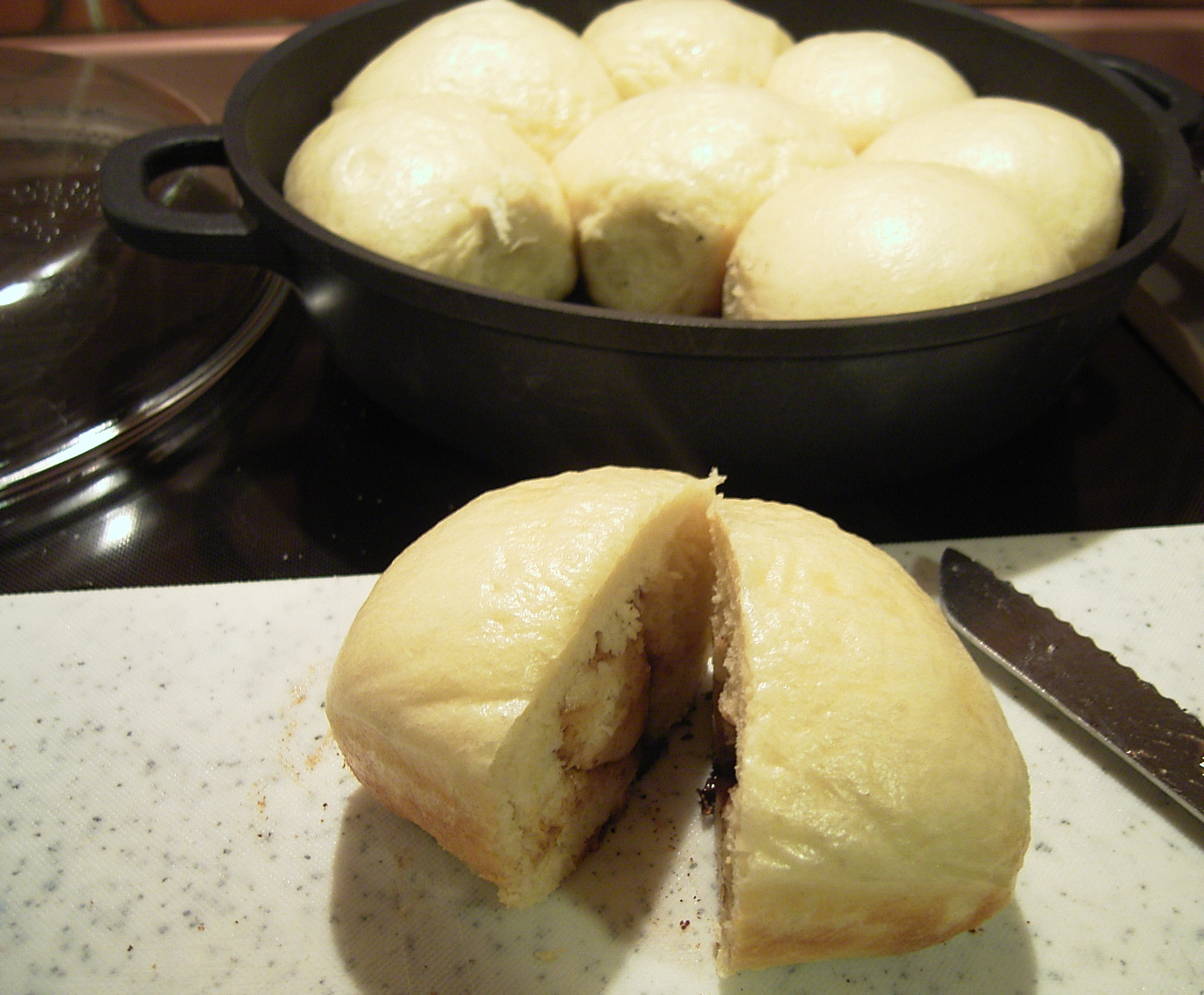
中にジャムなどを入れる

ダンプフヌーデル（ドイツ語: Dampfnudel）は、南ドイツで食されている蒸しパン。バニラソースやポピーシードをかけて食べるのが定番となっている。複数形はダンプフヌーデルン（Dampfnudeln）。
ヘーフェクレーセ（Hefeklöße）とも呼ばれる、

## 概要
バイエルン地方やオーストリアの伝統的なデザートである。また、クリスマスのデザートとしても定番となっている。
「ダンプフ」は「蒸した」の意で、「ヌーデル」は英語のnoodleと同じく「麺」の意であり、「蒸した麺」という意味合いの名称となる。ソースをかけないダンプフヌーデルの味は「具の入っていない花捲」に似る。
酵母入りの小麦粉生地で団子を作って、中にジャムなどを入れてから蒸し上げる。食する際にはバニラソースやポピーシードをかける。
オーストリアのゲルムクヌーデルとは材料や作り方も同じで、見た目も似るが、ダンプフヌーデルは底に焼き色を付けるのに対し、ゲルムクヌーデルは焼き色をつけないといった違いがある。

## 販売

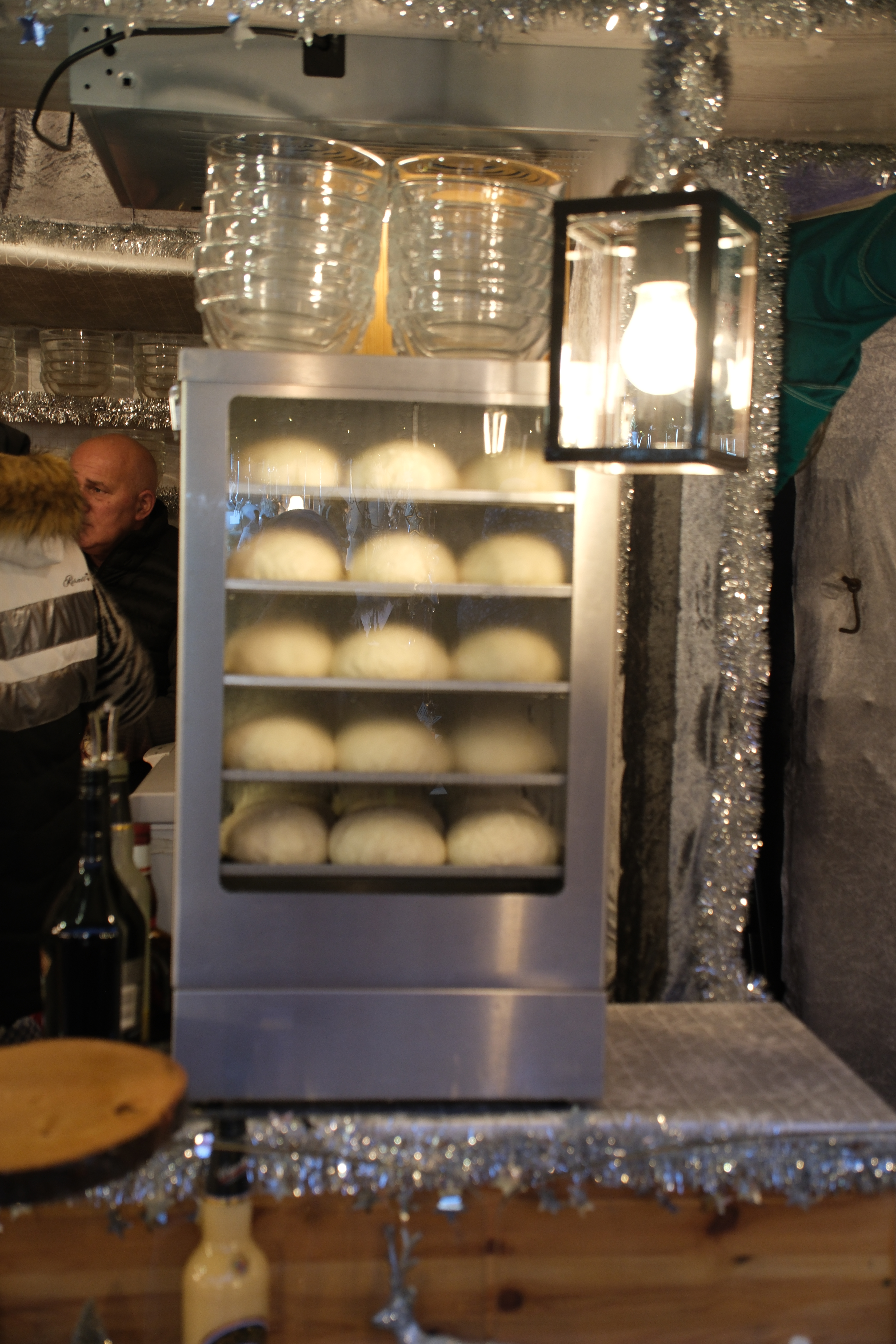
販売ケース（ニュルンベルクのクリスマス市にて）

洋菓子店などで売られていることは少なく、レストランのデザートとして注文するのが一般的である。屋台などで販売される場合は、日本のコンビニエンスストアで中華まんを売る際のケースにも似たガラス製の保温器に入れてあることも多い。
レーゲンスブルクの「ダンプフヌーデル・ウーリ（Dampfnudel Uli）」は店名の通りにダンプフヌーデルで知られる喫茶店であったが閉店している（2022年時点）。